# Danh sách luận tội tổng thống
Đây là một danh sách luận tội chính thức, nỗ lực luận tội hoặc điều tra luận tội các tổng thống hoặc những người nắm giữ các chức vụ khác tương đương với nguyên thủ quốc gia.

## Thành công
| Tên                      | Quốc gia      | Chức vụ    | Ngày                 | Luận tội                                                                    | Kết quả |
| ------------------------ | ------------- | ---------- | -------------------- | --------------------------------------------------------------------------- | --- |
| Donald Trump             | Hoa Kỳ        | Tổng thống | 18 tháng 12 năm 2019 | Lạm dụng quyền lực, cản trở Quốc hội.                                       | Bị Hạ viện Hoa Kỳ luận tội, được Thượng viện Hoa Kỳ tha bổng vào ngày 5 tháng 2 năm 2020. |
| Park Geun-hye            | Hàn Quốc      | Tổng thống | 10 tháng 3 năm 2017  | Lạm dụng quyền lực.                                                         | Thông qua. Tổng thống nữ giới thứ hai bị luận tội. Thành công khi thủ tướng Hwang Kyo-ahn đảm nhận quyền tổng thống.                                                                            |
| Dilma Rousseff           | Brasil        | Tổng thống | 31 tháng 8 năm 2016  | Phạm tội trách nhiệm.                                                       | Thông qua. Tổng thống nữ giới đầu tiên bị luận tội. Thành công khi phó tổng thống Michel Temer đảm nhận.                                                                                        |
| Viktor Yanukovych        | Ukraina       | Tổng thống | 21 tháng 2 năm 2014  | Phản quốc cao độ vì một số chính sách thân Nga.                             | Thủ tục luận tội theo quy định của Hiến pháp Ukraina đã không được tuân thủ. Rời khỏi quốc gia. Thành công khi chủ tịch quốc hội Oleksandr Turchynov đảm nhận quyền tổng thống.                 |
| Václav Klaus             | Cộng hòa Séc  | Tổng thống | 5 tháng 3 năm 2013   | Phản quốc.                                                                  | Bị luận tội bởi Thượng viện Cộng hòa Séc, nhưng bị Tòa án Hiến pháp Cộng hòa Séc bác bỏ vì nhiệm kỳ của ông đã kết thúc.                                                                        |
| Fernando Lugo            | Paraguay      | Tổng thống | 21 tháng 6 năm 2012  | Chủ nghĩa gia đình trị, bất ổn, mua đất trái phép.                          | Thông qua. Thành công khi phó tổng thống Federico Franco đảm nhận. |
| Rolandas Paksas          | Lithuania     | Tổng thống | 6 tháng 4 năm 2004   | Can thiệp trong một giao dịch tư nhân hóa, lộ thông tin mật.                | Thông qua. Thành công khi chủ tịch quốc hội Artūras Paulauskas đảm nhận quyền tổng thống. |
| Roh Moo-hyun             | Hàn Quốc      | Tổng thống | 12 tháng 3 năm 2004  | Vi phạm luật bầu cử.                                                        | Bị luận tội bởi Quốc hội Hàn Quốc, nhưng các cáo buộc đã bị bác bỏ và được Tòa án Hiến pháp Hàn Quốc phục vị.                                                                                   |
| Abdurrahman Wahid        | Indonesia     | Tổng thống | 23 tháng 7 năm 2001  | Đe dọa giải tán nghị viện.                                                  | Thông qua. Thành công khi phó tổng thống Megawati Sukarnoputri đảm nhận. |
| Alberto Fujimori         | Peru          | Tổng thống | 21 tháng 11 năm 2000 | Giết người, ám hại thân thể, hai tội ác bắt cóc.                            | Thông qua. Thành công khi chủ tịch quốc hội Valentín Paniagua đảm nhận tổng thống hiến pháp. |
| Joseph Estrada           | Philippines   | Tổng thống | 13 tháng 11 năm 2000 | Tham nhũng.                                                                 | Bị Viện dân biểu Philippines luận tội, dẫn đến phiên tòa xét xử luận tội tại Thượng viện Philippines. Phế truất bởi biểu tình. Thành công khi phó tổng thống Gloria Macapagal-Arroyo nhậm chức. |
| Bill Clinton             | Hoa Kỳ        | Tổng thống | 19 tháng 12 năm 1998 | Khai man, cản trở công lý.                                                  | Bị Hạ viện Hoa Kỳ luận tội, nhưng Thượng viện Hoa Kỳ phủ quyết. |
| Boris Yeltsin (lần 2)    | Nga           | Tổng thống | 22 tháng 9 năm 1993  | Vi phạm hiến pháp.                                                          | Tại vị sau sự kiện khủng hoảng Hiến pháp Nga 1993. |
| Carlos Andrés Pérez      | Venezuela     | Tổng thống | 20 tháng 3 năm 1993  | Tham ô.                                                                     | Thông qua. Thành công khi chủ tịch quốc hội Octavio Lepage đảm nhận quyền tổng thống. |
| Fernando Collor de Mello | Brasil        | Tổng thống | 1 tháng 9 năm 1992   | Ảnh hưởng bán lẻ.                                                           | Từ chức. Thành công khi phó tổng thống Itamar Franco đảm nhận. |
| Abolhassan Banisadr      | Iran          | Tổng thống | 21 tháng 6 năm 1981  | Hoạt động chống giáo sĩ.                                                    | Thông qua. Thành công khi Hội đồng Tổng thống Lâm thời đảm nhận. |
| Sukarno                  | Indonesia     | Tổng thống | 12 tháng 3 năm 1967  | Cáo buộc chủ mưu cuộc đảo chính phong trào 30 tháng 9 chống lại chính mình. | Thông qua. Thành công khi tổng chủ tịch nội các Suharto đảm nhận quyền tổng thống và trở thành tổng thống chính thức sau này.                                                                   |
| Andrew Johnson           | Hoa Kỳ        | Tổng thống | 24 tháng 2 năm 1868  | Vi phạm Đạo luật Nhiệm kỳ.                                                  | Bị Hạ viện Hoa Kỳ luận tội, nhưng Thượng viện Hoa Kỳ phủ quyết. |
| Warren Hastings          | Raj thuộc Anh | Toàn quyền | 13 tháng 2 năm 1788  | Tham nhũng.                                                                 | Được tha bổng vào ngày 23 tháng 4 năm 1795. |

## Từ chức trong nỗ lực luận tội
| Tên                           | Quốc gia | Chức vụ    | Ngày                | Kết quả                                                                                  |
| ----------------------------- | -------- | ---------- | ------------------- | ---------------------------------------------------------------------------------------- |
| Pedro Pablo Kuczynski (lần 2) | Peru     | Tổng thống | 21 tháng 3 năm 2018 | Từ chức trước khi bỏ phiếu chính thức.                                                   |
| Robert Mugabe                 | Zimbabwe | Tổng thống | 21 tháng 8 năm 2017 | Từ chức trước khi bỏ phiếu chính thức.                                                   |
| Pervez Musharraf              | Pakistan | Tổng thống | 18 tháng 8 năm 2008 | Từ chức trước khi bỏ phiếu chính thức, bị tuyên án vắng mặt năm 2019 với mức án tử hình. |
| Giovanni Leone                | Ý        | Tổng thống | 15 tháng 6 năm 1978 | Từ chức trước khi bỏ phiếu chính thức.                                                   |
| Richard Nixon                 | Hoa Kỳ   | Tổng thống | 9 tháng 8 năm 1974  | Từ chức trước khi bỏ phiếu chính thức.                                                   |

## Thất bại
| Tên                             | Quốc gia     | Chức vụ    | Ngày                 | Kết quả |
| ------------------------------- | ------------ | ---------- | -------------------- | --- |
| Sebastián Piñera                | Chile        | Tổng thống | 12 tháng 12 năm 2019 | Quốc hội Chile bác bỏ một kiến nghị luận tội Piñera theo điều khoản thất bại bảo vệ nhân quyền, cho rằng chưa chạm đến ngưỡng luận tội của hiến pháp.                                                          |
| Martín Vizcarra                 | Peru         | Tổng thống | 1 tháng 10 năm 2019  | Quốc hội Cộng hòa Peru đã nỗ lực luận tội và phế truất Vizcarra sau khi tổng thống Peru ra lệnh giải tán quốc hội thuộc chuỗi sự kiện khủng hoảng hiến pháp Peru 2019. Việc bỏ phiếu được coi là bất hợp pháp. |
| Miloš Zeman                     | Cộng hòa Séc | Tổng thống | 26 tháng 9 năm 2019  | Không thông qua |
| Pedro Pablo Kuczynski (lần 1)   | Peru         | Tổng thống | 21 tháng 12 năm 2017 | Không thông qua |
| Michel Temer                    | Brasil       | Tổng thống | 9 tháng 6 năm 2017   | Bị Tòa án Bầu cử Tối cao bác bỏ. |
| Rodrigo Duterte                 | Philippines  | Tổng thống | 16 tháng 3 năm 2017  | Uỷ ban Tư pháp Philippines bác bỏ cáo buộc thông qua bỏ phiếu nhất trí. |
| Jacob Zuma                      | Nam Phi      | Tổng thống | 5 tháng 4 năm 2016   | Không thông qua |
| Benigno Aquino III              | Philippines  | Tổng thống | 21 tháng 7 năm 2014  | Uỷ ban Tư pháp Philippines bác bỏ cáo buộc thông qua bỏ phiếu với tỷ lệ 54-4. |
| Giorgio Napolitano              | Ý            | Tổng thống | 11 tháng 2 năm 2014  | Không thông qua |
| Traian Băsescu (lần 2)          | Romania      | Tổng thống | 29 tháng 7 năm 2012  | Không thông qua |
| Barack Obama                    | Hoa Kỳ       | Tổng thống | 7 tháng 3 năm 2012   | Nghị quyết được đệ trình lên Uỷ ban, không có hành động tiếp theo |
| Gloria Macapagal Arroyo (lần 4) | Philippines  | Tổng thống | 26 tháng 11 năm 2008 | Uỷ ban Tư pháp Philippines bác bỏ cáo buộc thông qua bỏ phiếu với tỷ lệ 42-8. |
| George W. Bush                  | Hoa Kỳ       | Tổng thống | 11 tháng 6 năm 2008  | Nghị quyết được đệ trình lên ủy ban, không có hành động tiếp theo |
| Gloria Macapagal Arroyo (lần 3) | Philippines  | Tổng thống | 26 tháng 11 năm 2007 | Viện dân biểu Philippines bác bỏ thông qua bỏ phiếu với tỷ lệ 184-1. |
| Traian Băsescu (lần 1)          | Romania      | Tổng thống | 19 tháng 4 năm 2007  | Không thông qua |
| Gloria Macapagal Arroyo (lần 2) | Philippines  | Tổng thống | 24 tháng 8 năm 2006  | Viện dân biểu Philippines bác bỏ thông qua bỏ phiếu với tỷ lệ 173-32. |
| Gloria Macapagal Arroyo (lần 1) | Philippines  | Tổng thống | 30 tháng 8 năm 2005  | Uỷ ban Tư pháp Philippines bác bỏ cáo buộc. |
| Boris Yeltsin (lần 3)           | Nga          | Tổng thống | 15 tháng 5 năm 1999  | Không thông qua |
| Boris Yeltsin (lần 1)           | Nga          | Tổng thống | 28 tháng 3 năm 1993  | Không thông qua |
| James Buchanan                  | Hoa Kỳ       | Tổng thống | 16 tháng 6 năm 1860  | Uỷ ban cho rằng chưa thực hiện bất kỳ hành động nào để chứng thực luận tội |
| John Tyler                      | Hoa Kỳ       | Tổng thống | 10 tháng 1 năm 1843  | Nghị quyết luận tội bị Hạ viện Hoa Kỳ bác bỏ với tỷ lệ 127-83. |

## Đang diễn ra
| Tên       | Quốc gia | Chức vụ    | Ngày                | Trạng thái                       |
| --------- | -------- | ---------- | ------------------- | -------------------------------- |
| Ilir Meta | Albania  | Tổng thống | 11 tháng 6 năm 2019 | Đang tiến hành điều tra luận tội |